# Chalcalburnus
Chalcalburnus, numiți popular obleți, este un gen de pești dulcicoli de talie mijlocie sau mică din familia ciprinide răspândiți în bazinele Mării Negre, Mării Caspice și Mării Aral, în lacul Van din Asia Mică, în bazinul Tigrului și Eufratului, Siria, sudul Anatoliei și în sudul Iranului. În clasificările recente speciile genului Chalcalburnus sunt considerate că aparțin genului Alburnus.

## Descriere
Se aseamănă cu obleții din genul Alburnus. Au o talie mijlocie sau mică (lungimea corpului 22-40 cm). Corpul este alungit, slab comprimat lateral, adesea relativ gros. Înălțimea maximă reprezintă cel mult 27% din lungimea corpului fără caudală. Au spatele convex și rotunjit atât înaintea, cât și în urma dorsalei. Abdomenul înaintea înotătoarelor ventrale e rotunjit, iar în urma lor este comprimat lateral, formând o carenă ventrală între înotătoarele ventrale și anală care în jumătatea sa anterioară este acoperită de solzi îndoiți la mijloc, iar în jumătatea posterioară este neacoperită de solzi; obișnuit, porțiunea acoperită de solzi este mai lungă. Diferă de genul Alburnus prin faptul că carena ventrală, lipsită de solzi, nu se întinde de la anus până la baza înotătoarelor ventrale, ci numai până la jumătatea distanței dintre aceste două puncte, cealaltă jumătate fiind acoperită cu solzi. Gură mică, superioară sau terminală, orientată oblic în sus, fără mustăți. Falca inferioară proeminează înaintea fălcii superioare; pe ea se află o ușoară despicătură, în care se potrivește o proeminență a fălcii superioare. Înotătoarele dorsală și anală fără radii osoase. Înotătoarea dorsală cu 3 radii simple, neramificate, și 7-9 (mai rar 10) radii divizate. Înotătoarea anală cu 3 radii simple, neramificate, și 9-17 radii divizate; ea se inserează puțin în urma marginii posterioare a înotătoarei dorsale. Solzii persistenți, bine fixați. Linia laterală, ușor îndoită, este continuă și completă, pe ea se află 57-86 solzi. Dinții faringieni sunt dispuși pe două rânduri; ei sunt ușor zimțați sau nezimțați, în număr de 2.5-5.2, mai rar 2.5-4.2, 1.5-5.2 etc. Spinii branhiali sunt deși, lungi și subțiri, 19-25 pe primul arc branhial. 

## Taxonomie
Lipsa unor distincții morfologice clare între genurile Alburnus și Chalcalburnus a fost arătată de mai mulți autori și s-a sugerat că acestea ar trebui să fie sinonimizate. În clasificările recente speciile genului Chalcalburnus sunt considerate că aparțin genului Alburnus, iar Chalcalburnus este considerat sinonim al Alburnus.
Academicianul Petru Bănărescu arăta în 1964 că genul Chalcalburnus includea 4 specii: Chalcalburnus tarichi, Chalcalburnus mossulensis, Chalcalburnus sellal și Chalcalburnus chalcoides (cu 11 subspecii:  chalcoides, iranicus, mento (= danubicus), mentoides, derjugini, schischkovi, mandrensis, carinatus, istanbulensis, sapancae și nicaeensis.). Aceste specii și subspecii au fost redenumite după cum urmează:
| Speciile și subspeciile după Petru Bănărescu                                           | Clasificarea actuală                          | Arealul |
| -------------------------------------------------------------------------------------- | --------------------------------------------- | --- |
| Chalcalburnus tarichi (Güldenstädt)                                                    | Alburnus tarichi (Güldenstädt, 1814)          | în lacul Van din Asia Mică |
| Chalcalburnus mossulensis, Heckel                                                      | Alburnus mossulensis Heckel, 1843             | în bazinul Tigrului și Eufratului |
| Chalcalburnus sellal, Heckel                                                           | Alburnus sellal Heckel, 1843                  | în Siria și sudul Anatoliei |
| Chalcalburnus chalcoides chalcoides, Güldenstädt                                       | Alburnus chalcoides (Gueldenstaedt, 1772)     | în nordul Mării Caspice și fluviile vecine (Azerbaidjan, Iran, Kazahstan, Federația Rusă) |
| Chalcalburnus chalcoides iranicus Svetovidov                                           | Alburnus chalcoides (Güldenstädt, 1772)       | în sudul Mării Caspice |
| Chalcalburnus chalcoides aralensis Berg                                                | Alburnus chalcoides aralensis, Berg, 1923     | în bazinul Mării Aral |
| Chalcalburnus chalcoides mento (Agassiz)                                               | Alburnus mento (Heckel, 1836)                 | lacurile subalpine din Germania și Austria |
| Chalcalburnus chalcoides mento (Agassiz)                                               | Alburnus sarmaticus Freyhof et Kottelat, 2007 | în fluviile nordice care se varsă în Marea Neagră - cursul inferior și mijlociu al Dunării, cursul inferior al Nistrului, cursul inferior al Niprului și Bugului, lacurile litorale (Croația, Slovenia, Ucraina, Ungaria, România, Republica Moldova) |
| Chalcalburnus chalcoides mento (Agassiz) (Chalcalburnus chalcoides danubicus (Antipa)) | Alburnus danubicus (Karaman, 1924)            | în cursul inferior al Dunării, lacurile litorale (România și Bulgaria), specie dispărută |
| Chalcalburnus chalcoides mento (Agassiz)                                               | Alburnus leobergi Freyhof et Kottelat, 2007   | în bazinul Mării Azov (Federația Rusă, Ucraina) |
| Chalcalburnus chalcoides mentoides (Kessler)                                           | Alburnus mentoides (Kessler, 1859)            | în rîurile Salgir și Alma din Crimeea |
| Chalcalburnus chalcoides derjugini (Berg)                                              | Alburnus derjugini Berg, 1923                 | în rîul Cernaia din Crimeea și în Transcaucazia vestică |
| Chalcalburnus chalcoides schischkovi Drensky                                           | Alburnus schischkovi (Drensky 1943)           | în rîurile Rezova și Veleka din estul R.R. Bulgaria |
| Chalcalburnus chalcoides mandrensis Drensky                                            | Alburnus mandrensis (Drensky 1943)            | în lacul Mandra din R.P. Bulgaria |
| Chalcalburnus chalcoides carinatus Battalgil                                           | Alburnus carinatus Battalgil, 1941            | în lacurile Manyas și Abuliont (Abulyont) din Anatolia |
| Chalcalburnus chalcoides istanbulensis Battalgil                                       | Alburnus istambulensis Battalgil 1941         | la Istambul |
| Chalcalburnus chalcoides sapancae Battalgil                                            | Alburnus istambulensis Battalgil 1941         | în lacul Sapanca din Anatolia |
| Chalcalburnus chalcoides nicaeensis Battalgil                                          | Alburnus nicaeensis Battalgil, 1941           | în lacul Iznik din Anatolia |

În România au fost semnalate 2 specii: 
- Alburnus sarmaticus (Chalcalburnus chalcoides mento) - Oblețul mare[18][19]
- Alburnus danubicus  (Chalcalburnus chalcoides danubicus) - Oblețul mare danubian sau Oblețul mare dunărean, specie dispărută.[20][21] (Petru Bănărescu a inclus această specie în subspecia Chalcalburnus chalcoides mento. [2])

În Republica Moldova trăiește o singură specie: Alburnus sarmaticus (Chalcalburnus chalcoides mento) - Oblețul mare.
În literatura de specialitate românească persistă denumirea Chalcalburnus chalcoides pentru  oblețul mare, ceea ce duce la confuzie, deoarece în literatura internațională actuală, inclusiv în IUCN, specia Alburnus chalcoides (Chalcalburnus chalcoides) trăiește în nordul Mării Caspice și fluviile vecine (Azerbaidjan, Iran, Kazahstan, Federația Rusă), nu în România.